# Guerre sacre
Le guerre sacre furono una serie di conflitti relativi al controllo del santuario di Delfi e delle sue ricchezze, frutto di secoli di donazioni dei fedeli. Nella Grecia antica vi furono quattro guerre sacre tra il VI ed il IV secolo a.C.

## Prima guerra sacra
La prima guerra sacra fu combattuta dal 592 al 582 a.C. circa, quando Atene, Sicione, i Dori del Peloponneso e i Tessali decisero di punire i Focesi di Cirra, accusati di aver coltivato la terra sacra del santuario di Delfi e di aver disturbato i pellegrini; era chiaro l'intento di poter controllare il santuario. Il tago Euriloco di Larissa, a capo della coalizione dei 4 tetrarchi tessali e degli alleati vinse la contesa e riportò il santuario nell'orbita di influenza tessale. La guerra segnò anche il rafforzamento di Atene, che venne inclusa nell'anfizionia di Delfi.

## Seconda guerra sacra
La seconda guerra sacra, che coincide in parte con la prima guerra del Peloponneso, fu combattuta dal 458 al 446 a.C. Il casus belli fu provocato dall'intervento dei Peloponnesiaci guidati dagli Spartani in appoggio alla Doride, contro i Focesi che avevano occupato alcuni demi di questo territorio (Kitinion, Boiton ed Erineon). La Focide fu obbligata a restituire i territori conquistati, ma i Peloponnesiaci intervennero anche sugli affari del santuario di Delfi, restituendone il controllo ai Dori delfici ed alla Beozia tebana. Dal 462 a.C. infatti il santuario era sotto l'influenza dei vicini Focesi (non proprio sotto il loro controllo, come accadrà in seguito).

## Terza guerra sacra
La più famosa tra le guerre sacre è certamente la terza: un conflitto che coinvolse Greci e Macedoni e che durò dal 356 a.C., anno dell'occupazione di Delfi da parte dei Focesi, al 346, anno in cui venne stipulata la pace di Filocrate.
La causa dell'occupazione di Delfi da parte dei Focesi va ricercata nella rappresaglia nei confronti del consiglio dell'anfizionia (associazione di popoli che amministrava il santuario di Apollo), che aveva accusato i Focesi di sacrilegio.
Nel 356 a.C. i Focesi, guidati da Filomelo, occuparono il santuario di Delfi, entrando in possesso delle enormi ricchezze ivi custodite, frutto di secoli di donazioni dei fedeli.
L'occupazione del luogo sacro equivaleva a una dichiarazione di guerra. Il conflitto vide i Beoti e i Tessali opporsi ai Focesi, i quali ricevettero l'appoggio di Spartani ed Ateniesi (senza contare gli alleati di questi ultimi), che scelsero l'alleanza focese per risentimento nei confronti di Tebe e degli eventi che la videro protagonista nella Guerra del Peloponneso.

## Quarta guerra sacra
La quarta guerra sacra si svolse dall'autunno del 339 a.C. all'autunno del 338 a.C.. La causa fu dovuta al fatto che Eschine convinse la lega anfizionica ad attaccare i Locresi di Amfissa. Essi, infatti, avevano coltivato le pianure dedicate ad Apollo e ricostruito il porto distrutto durante la prima guerra sacra, cosa che veniva considerata un cattivo presagio. Così, sotto la guida di Filippo II, la lega anfizionica conquistò Amfissa. Filippo prese Elatea e si recò poi a Tebe, che era alleata di Atene. Le due città combattevano contro l'esercito macedone e subirono la sconfitta alla battaglia di Cheronea di inizio agosto 338. Tebe venne maltrattata da Filippo mentre Atene fu trattata con clemenza con la pace di Demade. Infatti, Filippo pensava di aver bisogno della flotta ateniese quando ci fosse stato l'attacco della Persia. Inoltre, temeva che Atene si sarebbe rivoltata se maltrattata.